# Томпсон, Фред Далтон
Фред Далтон Томпсон (англ. Fred (Freddie) Dalton Thompson; 19 августа 1942, Шеффилд, Алабама, США — 1 ноября 2015, Нашвилл, Теннесси, США) — американский политик, актёр и юрист; представитель Республиканской партии и член Сената от штата Теннесси с 1994 по 2003 год. Бывший кандидат на праймериз Республиканской партии в 2008 году.

## Биография
Томпсон родился в 1942 году в американском городе Шеффилд, штат Алабама. После окончания школы обучался в Государственном колледже Флоренса, а затем — в Университете штата Теннесси в Мемфисе, который он окончил в 1964 году, получив степень бакалавра по философии и политологии. В 1967 году ему была также присвоена степень доктора юриспруденции Университетом Вандербилта. В том же году он занялся частной юридической практикой, а с 1969 года стал работать помощником федерального прокурора в Нэшвилле. Томпсон принял участие в кампании 1972 года по переизбранию республиканского сенатора Ховарда Бейкера, а также выступил юридическим советником в расследовании обстоятельств Уотергейтского скандала (1973—1974).
Продолжив юридическую практику, с 1977 по 1978 год он представлял Мэри Рагьянти в деле о её незаконном увольнении с поста председателя комиссии по условно-досрочному освобождению. В результате губернатор-демократ Рэй Блэнтон был признан виновным и согласно решению суда Рагьянти было предписано восстановить в должности. События дела легли в основу фильма 1985 года «Мари», где Томпсон сыграл роль самого себя, тем самым положив начало своей актёрской карьере. С 1980 по 1981 годы он занимал должность советника в комитете Сената по международным отношениям, в 1982 году работал советником в комитете по делам разведки, а с 1985 по 1987 годы был членом комиссии по выдвижению кандидатур апелляционного суда штата Теннесси. В 1994 году он занял место сенатора от Теннесси. На этой должности Томпсон пребывал до 2002 года. В том же году он начал сниматься в американском телесериале «Закон и порядок», где сыграл роль прокурора Артура Бранча, ставшую одной из наиболее его известных ролей в США.
В 2007 году Томпсон объявил о своём намерении участвовать в президентской гонке. Некоторое время он являлся одним из наиболее вероятных победителей республиканских праймериз. Но несмотря на это, добиться серьёзных успехов ему не удалось и после серии неудач он вынужден был снять свою кандидатуру. Среди причин поражения высказывалось мнение, что он слишком поздно начал свою предвыборную кампанию, упустив тем самым благоприятный момент. Также аналитики указывали на отсутствие у Томпсона явных достижений в его работе в Сенате и на несколько сомнительную лоббистскую деятельность кандидата в Вашингтоне.
Фред Томпсон скончался в Нашвилле утром 1 ноября 2015 года от рецидива лимфомы. На церемонии прощания, состоявшейся 6 декабря, в частности, присутствовали сенаторы Джон Маккейн и Ламар Александер. В тот же день он был похоронен на кладбище «Мимоза» в Лоуренсбурге.

## Личная жизнь
В 1959 году Томпсон женился на Саре Элизабет Линдси; у них было трое детей. В 1985 году брак был расторгнут, и в 2002 году он женился во второй раз. Его второй супругой стала Джери Кен. У семейной пары двое детей — сын и дочь.

## Избранная фильмография
| Год       |   | Русское название                                | Оригинальное название             | Роль                                     |
| --------- | - | ----------------------------------------------- | --------------------------------- | ---------------------------------------- |
| 1987      | ф | Нет выхода                                      | No Way Out                        | Маршалл                                  |
| 1990      | ф | Охота за «Красным Октябрём»                     | The Hunt for Red October          | адмирал Пейнтер                          |
| 1990      | ф | Дни грома                                       | Days of Thunder                   | Большой Джон                             |
| 1990      | ф | Крепкий орешек 2                                | Die Hard 2                        | Трюдо                                    |
| 1991      | ф | Коллективный иск                                | Class Action                      | доктор Гетчелл                           |
| 1991      | ф | Мыс страха                                      | Cape Fear                         | Том Бродбент                             |
| 1991      | ф | Кудряшка Сью                                    | Curly Sue                         | Бернард Оксбар                           |
| 1992      | ф | Громовое сердце                                 | Thunderheart                      | Уильям Доз                               |
| 1993      | ф | На линии огня                                   | In The Line Of Fire               | глава аппарата Белого дома Гарри Саржент |
| 1994      | ф | Младенец на прогулке, или Ползком от гангстеров | Baby’s Day Out                    | агент ФБР Дейл Гриссом                   |
| 2002—2007 | с | Закон и порядок                                 | Law & Order                       | окружной прокурор Артур Бранч            |
| 2003—2006 | с | Закон и порядок: Специальный корпус             | Law & Order: Special Victims Unit | окружной прокурор Артур Бранч            |
| 2005      | ф | Бешеные скачки                                  | Racing Stripes                    | сэр Трентон                              |
| 2007      | ф | Схороните моё сердце у Вундед-Ни                | Bury My Heart at Wounded Knee     | президент Улисс Грант                    |
| 2012      | ф | Синистер                                        | Sinister                          | шериф                                    |
| 2015      | ф | 90 минут на небесах                             | 90 Minutes in Heaven              | Джей Би Перкинс                          |
| 2016      | ф | Бог не умер 2                                   | God’s Not Dead 2                  | старший пастор                           |